# Athletissima 2021
Die Athletissima 2021 war eine Leichtathletik-Veranstaltung, die am 26. August im Stade Olympique de la Pontaise in Lausanne stattfand und Teil der Diamond League war. Es war dies das achte Meeting dieser Veranstaltungsreihe.

## Ergebnisse

### Männer

#### 200 m
| Platz | Athlet             | Land | Zeit (s) |
| ----- | ------------------ | ---- | -------- |
| 1     | Kenneth Bednarek   | USA  | 19,65    |
| 2     | Fred Kerley        | USA  | 19,77    |
| 3     | Steven Gardiner    | BHS  | 20,11    |
| 4     | Aaron Brown        | CAN  | 20,18    |
| 5     | Yancarlos Martínez | DOM  | 20,30    |
| 6     | William Reais      | SUI  | 20,46    |
| 7     | Fausto Desalu      | ITA  | 20,56    |
|       | Isiah Young        | USA  | DSQ      |

Wind: +3,2 m/s

#### 800 m
| Platz | Athlet                       | Land | Zeit (min) |
| ----- | ---------------------------- | ---- | ---------- |
| 1     | Marco Arop                   | CAN  | 1:44,50    |
| 2     | Emmanuel Korir               | KEN  | 1:44,62    |
| 3     | Ferguson Cheruiyot Rotich    | KEN  | 1:45,48    |
| 4     | Gabriel Tual                 | FRA  | 1:45,70    |
| 5     | Clayton Murphy               | USA  | 1:45,77    |
| 6     | Amel Tuka                    | BIH  | 1:45,98    |
| 7     | Cornelius Tuwei              | KEN  | 1:46,53    |
| 8     | Adrián Ben                   | ESP  | 1:46,74    |
| 9     | Peter Bol                    | AUS  | 1:47,49    |
| 10    | Patryk Dobek                 | POL  | 1:50,60    |
|       | Patryk Sieradzki (Pacemaker) | POL  | DNF        |

#### 3000 m
| Platz                     | Athlet             | Land | Zeit (min) |
| ------------------------- | ------------------ | ---- | ---------- |
| 1                         | Jakob Ingebrigtsen | NOR  | 7:33,06 SB |
| 2                         | Berihu Aregawi     | ETH  | 7:33,39 PB |
| 3                         | Stewart McSweyn    | AUS  | 7:35,06    |
| 4                         | Birhanu Balew      | BHR  | 7:36,94    |
| 5                         | Selemon Barega     | ETH  | 7:37,62 SB |
| 6                         | Muktar Edris       | ETH  | 7:40,30    |
| 7                         | Jacob Krop         | KEN  | 7:41,50    |
| 8                         | Abel Kipsang       | KEN  | 7:42,21 PB |
| 9                         | Mohammed Ahmed     | USA  | 7:42,53    |
| 10                        | Grant Fisher       | USA  | 7:42,77    |
| 11                        | Nicholas Kimeli    | KEN  | 7:43,71    |
| 12                        | Bethwell Birgen    | KEN  | 7:54,27    |
| 13                        | Jonas Raess        | SUI  | 7:56,07 PB |
|                           | Andrew Butchart    | GBR  | DNF        |
| Filip Ingebrigtsen        | NOR                | DNF  |            |
| Getnet Wale               | ETH                | DNF  |            |
| Vincent Kibet (Pacemaker) | KEN                | DNF  |            |
| Erik Sowinski (Pacemaker) | USA                | DNF  |            |

#### 110 m Hürden
| Platz | Athletin                | Land | Zeit (s) |
| ----- | ----------------------- | ---- | -------- |
| 1     | Devon Allen             | USA  | 13,07    |
| 2     | Jason Joseph            | SUI  | 13,11    |
| 3     | Pascal Martinot-Lagarde | FRA  | 13,17    |
| 4     | Daniel Roberts          | USA  | 13,23    |
| 5     | Ronald Levy             | JAM  | 13,40    |
| 6     | Koen Smet               | NED  | 13,42    |
| 7     | Andrew Pozzi            | GBR  | 13,45    |
| 8     | Hansle Parchment        | JAM  | 13,58    |

Wind: +2,9 m/s

#### Stabhochsprung
| Platz | Athlet              | Land      | Höhe (m) |
| ----- | ------------------- | --------- | -------- |
| 1     | Christopher Nilsen  | USA       | 5,82     |
| 2     | Sam Kendricks       | USA       | 5,82     |
| 3     | Timur Morgunow      | ANA       | 5,72     |
| 4     | Armand Duplantis    | SWE       | 5,62     |
| 5     | Ethan Cormont       | FRA       | 5,52     |
| 5     | KC Lightfoot        | USA       | 5,52     |
| 5     | Ernest Obiena       | [[\|PHI]] | 5,52     |
| 8     | Piotr Lisek         | POL       | 5,42     |
| 9     | Valentin Lavillenie | SWE       | 5,42     |
| 10    | Renaud Lavillenie   | SWE       | 5,32     |

#### Kugelstoßen
| Platz | Athlet           | Land | Weite (m) |
| ----- | ---------------- | ---- | --------- |
| 1     | Ryan Crouser     | USA  | 22,81 MR  |
| 2     | Tomas Walsh      | NZL  | 22,10     |
| 3     | Filip Mihaljević | HRV  | 21,37     |
| 4     | Armin Sinančević | SRB  | 21,35     |
| 5     | Joe Kovacs       | USA  | 21,32     |
| 6     | Zane Weir        | ITA  | 21,20     |
| 7     | Tomáš Staněk     | CZE  | 21,05     |
| 8     | Darlan Romani    | BRA  | 21,00     |
| 9     | Payton Otterdahl | USA  | 19,66     |

#### Speerwurf
| Platz | Athlet            | Land | Weite (m) |
| ----- | ----------------- | ---- | --------- |
| 1     | Johannes Vetter   | GER  | 88,54     |
| 2     | Jakub Vadlejch    | CZE  | 85,73     |
| 3     | Anderson Peters   | GRN  | 84,32     |
| 4     | Andrian Mardare   | MDA  | 82,61     |
| 5     | Vítězslav Veselý  | CZE  | 81,19     |
| 6     | Pawel Mjaleschka  | BLR  | 81,18     |
| 7     | Aljaksej Katkawez | BLR  | 80,76     |
| 8     | Gatis Čakšs       | LAT  | 75,57     |
| 9     | Alexandru Novac   | ROU  | 72,81     |

### Frauen

#### 100 m
| Platz | Athletin                | Land | Zeit (s)  |
| ----- | ----------------------- | ---- | --------- |
| 1     | Shelly-Ann Fraser-Pryce | JAM  | 10,60 PB  |
| 2     | Elaine Thompson-Herah   | JAM  | 10,64     |
| 3     | Shericka Jackson        | JAM  | 10,92     |
| 4     | Marie-Josée Ta Lou      | CIV  | 10,94     |
| 5     | Daryll Neita            | GBR  | 10,96 =PB |
| 6     | Ajla Del Ponte          | SUI  | 10,97     |
| 7     | Mujinga Kambundji       | SUI  | 11,01     |
| 8     | Alexandra Burghardt     | GER  | 11,12     |

Wind: +1,7 m/s

#### 400 m
| Platz | Athletin          | Land | Zeit (s) |
| ----- | ----------------- | ---- | -------- |
| 1     | Marileidy Paulino | DOM  | 50,40    |
| 2     | Sada Williams     | BAR  | 50,77    |
| 3     | Quanera Hayes     | USA  | 51,06    |
| 4     | Natalia Kaczmarek | POL  | 51,10    |
| 5     | Candice McLeod    | JAM  | 51,26    |
| 6     | Lieke Klaver      | NED  | 51,73    |
| 7     | Jodie Williams    | GBR  | 52,12    |
| 8     | Rachel Pellaud    | SUI  | 53,52    |

#### 1500 m
| Platz                        | Athletin               | Land | Zeit (min) |
| ---------------------------- | ---------------------- | ---- | ---------- |
| 1                            | Freweyni Gebreezibeher | ETH  | 4:02,24    |
| 2                            | Linden Hall            | AUS  | 4:02,25    |
| 3                            | Josette Norris         | USA  | 4:03,27    |
| 4                            | Marta Pérez            | ESP  | 4:03,79    |
| 5                            | Jemma Reekie           | GBR  | 4:04,72 SB |
| 6                            | Hirut Meshesha         | ETH  | 4:05,28    |
| 7                            | Hanna Klein            | GER  | 4:09,58    |
| 8                            | Katie Snowden          | GBR  | 4:09,81    |
| 9                            | Gaia Sabbatini         | ITA  | 4:10,61    |
| 10                           | Kristiina Mäki         | CZE  | 4:12,57    |
| 11                           | Caterina Granz         | GER  | 4:19,61    |
| 12                           | Sara Kuivisto          | FIN  | 4:20,68    |
|                              | Winny Chebet           | KEN  | DNF        |
| Chanelle Price (Pacemakerin) | USA                    | DNF  |            |

#### 400 m Hürden
| Platz | Athletin            | Land | Zeit (s) |
| ----- | ------------------- | ---- | -------- |
| 1     | Femke Bol           | NED  | 53,05 MR |
| 2     | Shamier Little      | USA  | 53,798   |
| 3     | Hanna Ryschykowa    | UKR  | 54,32    |
| 4     | Dalilah Muhammad    | USA  | 54,50    |
| 5     | Léa Sprunger        | SUI  | 54,75    |
| 6     | Janieve Russell     | JAM  | 54,89    |
| 7     | Leah Nugent         | JAM  | 56,41    |
| 8     | Wiktorija Tkatschuk | UKR  | 56,53    |

#### Hochsprung
| Platz | Athletin              | Land | Höhe (m) |
| ----- | --------------------- | ---- | -------- |
| 1     | Marija Lassizkene     | ANA  | 1,98     |
| 2     | Jaroslawa Mahutschich | UKR  | 1,98     |
| 3     | Nicola McDermott      | AUS  | 1,95     |
| 4     | Iryna Heraschtschenko | UKR  | 1,92     |
| 5     | Kamila Lićwinko       | POL  | 1,89     |
| 6     | Mirela Demirewa       | BUL  | 1,85     |
| 6     | Julija Lewtschenko    | UKR  | 1,85     |
| 8     | Eleanor Patterson     | AUS  | 1,85     |
| 9     | Inika McPherson       | USA  | 1,81     |

#### Weitsprung
| Platz | Athletin                      | Land | Weite (m) |
| ----- | ----------------------------- | ---- | --------- |
| 1     | Ivana Španović                | SRB  | 6,85      |
| 2     | Khaddi Sagnia                 | SWE  | 6,92 =PB  |
| 3     | Jazmin Sawyers                | GBR  | 6,66      |
| 4     | Chantel Malone                | IVB  | 6,64      |
| 5     | Maryna Bech-Romantschuk       | UKR  | 6,54      |
| 6     | Nastassja Mirontschyk-Iwanowa | BLR  | 6,48      |
| 7     | Abigail Irozuru               | GBR  | 6,40      |
| 8     | Daniela Schlatter             | SUI  | 6,01      |

#### Dreisprung
| Platz | Athletin          | Land | Weite (m)      |
| ----- | ----------------- | ---- | -------------- |
| 1     | Yulimar Rojas     | VEN  | 15,56 w DLR MR |
| 2     | Shanieka Ricketts | JAM  | 15,02 w        |
| 3     | Hanna Minenko     | ISR  | 14,47          |
| 4     | Kimberly Williams | JAM  | 14,29          |
| 5     | Patrícia Mamona   | PRT  | 14,21          |
| 6     | Thea LaFond       | DMA  | 14,14          |
| 7     | Liadagmis Povea   | CUB  | 14,06          |
| 8     | Kristiina Mäkelä  | FIN  | 13,93          |
|       | Senni Salminen    | FIN  | NM             |